# Як-36
Як-36 (внутреннее обозначение: изделие «В», по кодификации НАТО: Freehand  — «выполненный от руки рисунок») — советский палубный штурмовик, прототип первого в СССР серийного самолёта вертикального взлёта и посадки Як-38.

## История
В конце 1950-х годов коллектив ОКБ А. С. Яковлева приступил к работам по созданию самолёта вертикального взлёта и посадки (СВВП). Реализации этих замыслов способствовало появление лёгкого и компактного ТРД Р-19-300. В 1960 году А. С. Яковлев предложил проект самолёта Як-104 с двумя форсированными двигателями Р-19-300 тягой по 1600 кгс в качестве подъёмно-маршевых и одного подъёмного Р-19-300 тягой 900 кгс.
В 1961 году рассматривались ещё два предложения: одноместный истребитель-бомбардировщик с двумя подъёмно-маршевыми двигателями Р-21 М-300 и штурмовик с двумя ТРД Р-ПВ-300, оснащенными турбовентиляторными агрегатами. Последние представляли собой комбинацию ТРД и вентиляторов в крыле, приводимых в действие газовой струей подъёмно-маршевых двигателей. Изыскания по этим проектам привели к выводу о необходимости создания силовой установки, состоящей из ТРД и турбовентиляторного агрегата, малоресурсного ТРД только для взлёта и посадки и комбинированного двигателя с поворотным соплом.
В результате проведенных исследовательских работ к практической реализации приняли проект, получивший сначала обозначение «изделие В», а затем Як-36.
Разработка Як-36 велась под непосредственным руководством С. Г. Мордвинова, ставшего впоследствии заместителем главного конструктора. Ведущими инженерами по машине были О. А. Сидоров и В. Н. Павлов, а по лётным испытаниям — К. Б. Бекирбаев и В. Н. Горшков.
К этому времени в Великобритании уже летал опытный СВВП «Харриер» с одним подъёмно-маршевым ТРД и четырьмя поворотными соплами. Но отечественные авиаконструкторы пошли своим путём. Назначение самолёта и выбор подъёмно-маршевых ТРД Р-27-300 с поворотными соплами обусловили необходимость установки в носовой и хвостовой частях фюзеляжа струйных рулей с большой тягой, а один из них пришлось вынести вперед на длинной штанге, поскольку назначение их заключалось не только в управлении самолётом на переходных режимах, но и балансировке его на висении. Двигатели разместили в носовой части фюзеляжа, а их сопла — в районе центра тяжести машины. Струйные рули управлялись автопилотом. Разгон выполнялся при повороте сопел двигателей в горизонтальное положение.
Указанная компоновка силовой установки привела к применению шасси велосипедного типа с одноколесной носовой и двухколёсной задней опорами. Конструкция планера типична для самолёта тех лет — полумонококовый фюзеляж и лонжеронное крыло с закрылками. Чтобы обезопасить пилота в нештатных ситуациях, в состав системы спасения ввели устройство автоматического принудительного катапультирования. Имелась также система автоматического управления на околонулевых скоростях полёта.
Было построено четыре опытные машины. Одна, с бортовым номером 36, предназначалась для прочностных испытаний, на второй машине, с номером 37, отрабатывались взлёты и посадки, в том числе в режиме свободного висения (за два года было выполнено 82 висения). Этот экземпляр самолёта потерпел аварию: из-за большого скольжения при вертикальной посадке сломалось шасси. На третьей машине (номер 38) проверялась эффективность доработок струйных рулей, автопилота и перекомпонованных органов управления в кабине пилота. Подбирались оптимальные нормы расхода воздуха, которые придавали самолёту устойчивость на висении и делали машину послушной воле лётчика.
Работа продвигалась медленно. Поведение машины, которая порой раскачивалась над аэродромом, как маятник, и почти не поддавалась управлению, требовало скрупулёзного изучения и доработок. Лишь опытным путем удалось определить необходимое соотношение между дачей органов управления и расходом воздуха в струйных рулях. Наконец, испытатели Ю. А Гарнаев и В. Т. Мухин начали готовиться к первому полёту СВВП.
27 июля 1964 года лётчик-испытатель В. Г. Мухин выполнил первый полёт, но с разбегом и пробегом, поскольку было неизвестно, как поведёт себя самолёт в воздухе. После этого доработали все три машины, установив на них по два подфюзеляжных киля. Но все же, чтобы осуществить вертикальный взлёт, потребовалось ещё почти полтора года кропотливой работы. И только 24 марта 1966 года состоялся полёт по кругу с вертикальным взлётом и посадкой, и эта дата стала днем рождения отечественного СВВП.
В июле 1967 года в Домодедово на авиационном параде тысячи людей увидели самолёт с уникальными свойствами. На пилонах под крылом зрители могли наблюдать подвешенные блоки НАР УБ-16. Но это было бутафорское вооружение поскольку слабым местом самолёта оставалась малая грузоподъёмность. Мизерная полезная нагрузка данного СВВП делала его бесперспективным, и вскоре в ОКБ приступили к разработке боевого самолёта Як-36М, получившего после принятия на вооружение обозначение Як-38.

## Представители
Всего было построено четыре опытных самолёта, из них два для наземных и два для лётных испытаний:
- «Изделие В-1» (самолёт с б/н 36) — первый из серии опытных образцов Як-36, образец для наземных испытаний. Предназначался для исследования температурных полей, создаваемых раскалёнными газами при вертикальных взлёте и посадке. Сборка борта была закончена осенью 1962 года, после чего он был доставлен в Жуковский для проведения испытаний. Во время них самолёт поднимался на высоту 5 метров над землёй, будучи подвешенным на так называемом кабель-кране. Первое такое висение было осуществлено 9 января 1963 года (пилотировал Юрий Гарнаев). В 1963-1964 годах борт проходил испытания в ЦАГИ в аэродинамической трубе Т-101. Во второй половине 1964 года в конструкцию борта были внесены изменения (конструкция стала соответствовать изделию В-4), после чего испытания продолжились. В январе 1981 года изделие В-0 было передано в экспозицию Музея ВВС в Монино, где оно находится и сейчас. Во время нахождения в музее бортовой номер был сменён на 35.

- «Изделие В-2» (самолёт без бортового номера) — второй из серии опытных образцов Як-36, образец для статических испытаний. Сборка предположительно была завершена в конце 1962 года. Вероятно после окончания испытаний был разобран на металл.

- «Изделие В-3» (самолёт с б/н 37) — третий из серии опытных образцов Як-36, первый лётный образец. Сборка предположительно была завершена в начале 1963 года, а весной он был доставлен в Жуковский. Сперва борт проходил наземные испытания, в июне — первые висения на кабель-кране. 23 июня было совершено первое свободное висение. 23-30 июля было совершено ещё девять висений. Во второй половине 1964 года в конструкцию борта были внесены изменения (конструкция стала соответствовать изделию В-4). В октябре 1966 года борт демонстрировался в статической экспозиции на авиабазе Кубинка представителям высшего военного и политического руководства СССР и стран Варшавского договора. 7-8 июля 1967 года — репетиция перед авиашоу в Домодедово, 8 июля борт получил повреждения. Его быстро отремонтировали, но ради безопасности демонстрационный полёт 9 июля был совершён другим бортом - изделием В-4. В 1972 году использовался для исследования влияния раскалённых газов на покрытие палубы ТАКР проекта 1143 (макет палубы был построен в ЛИИ). Дальнейшая судьба борта неизвестна.

- «Изделие В-4» (самолёт с б/н 38) — четвёртый из серии опытных образцов Як-36, второй лётный образец. Сборка предположительно была завершена в начале 1964 года, при этом конструкция самолёта имела отличия от первых трёх опытных образцов. 27 июля 1964 совершил свой первый полёт по самолётному профилю (пилотировал Валентин Мухин). 29 сентября борт совершил первые три свободных висения, ещё 16 висений были совершены в течение октября. 7 февраля 1966 года был осуществлён первый полёт по профилю «вертикальный взлёт — горизонтальная посадка». 24 марта был совершён первый полёт по полному профилю. 18 октября был совершён полёт на авиабазе Кубинка в присутствии высшего военного и политического руководства СССР и стран Варшавского договора. 7-8 июля 1967 года — репетиция перед авиашоу в Домодедово, а 9 июля борт совершил демонстрационный полёт перед публикой. Позже изделие В-4 использовалось для подготовки лётчиков-испытателей для программы Як-36М. Борт потерпел аварию в феврале 1971 года — жёсткая посадка после висения. Лётчик Леонид Рыбиков не пострадал, но машину пришлось списать.

## Модификации
- Як-36 (изделие В) — экспериментальный штурмовик ВВП
- Як-36А — лёгкий многоцелевой СВВП
- Як-36-70 — лёгкий штурмовик ВВП
- Як-36-70Ф — лёгкий истребитель ВВП
- Як-36М/Як-38 (изделие ВМ) — штурмовик ВВП, дальнейшее развитие идей, заложенных в Як-36

См. подробнее: Модификации Як-38

## Тактико-технические характеристики

### Технические характеристики
- Экипаж: 1 человек
- Длина: 16,4 м
- Размах крыла: 10 м
- Высота: 4,3 м
- Площадь крыла: 17 м²
- Масса пустого: 5400 кг
- Нормальная взлётная: 9400 кг
- Двигатели: 2 х ТРД Р27В-300
- Тяга нефорсированная: 2 х 5000 кгс

### Лётные характеристики
- Максимальная скорость: 1100 км/ч
- Дальность действия: 500 км
- Практический потолок: 11 000 м

### Вооружение
- Боевая нагрузка: 2000 кг
- Управляемые ракеты: Р-60М
- Неуправляемое вооружение: НУР, бомбы